# Andrés Henestrosa
Andrés Henestrosa Morales (Ixhuatán, 30 de novembre de 1906-Ciutat de Mèxic, 10 de gener de 2008) era un escriptor i polític mexicà (PRI) conegut per establir un sistema d'escriptura per al zapoteca. Com a polític, realitzà tres mandats a la Cambra de Diputats de Mèxic i fou senador de l'estat d'Oaxaca (1982-1988).